# 공연음란죄
공연음란죄(公然淫亂罪)는 공연(公然)히 음란한 행위를 하는 죄. 1년 이하의 징역, 500만원 이하의 벌금·구류 또는 과료에 처한다(245조). 본죄는 성적인 도덕감정을 해하는 죄이며, 건전한 성적 풍속 내지 성도덕을 보호하려는 것이다. '공연히'는 불특정 또는 다수인이 알 수 있는 상태를 말하며, 현실로 알게 될 필요는 없다. '음란한 행위'는 성욕의 흥분 또는 만족을 목적으로 하는 행위로서, 선량한 풍속에 반하여, 사람에게 수치감·혐오감을 주는 것을 말한다. 음란성의 판단에는 행위가 행하여지는 주위환경이나 사건이 일어나는 생활권의 풍속·습관 등의 모든 사정이 고려되어야 한다.

## 사례

### 음란행위 긍정
- 피고인이 피해자에게 '니를 보면서 자위하고 싶다. 하고 싶다'는 등의 말을 하면서 성적인 의도를 표출하고, 1~2초간 짧은 순간일지라도 자위행위를 묘사하는 행동을 하여 성행위를 묘사하는 행동을 한 것은 형법 제245조 소정의 음란한 행위에 해당한다고 봄이 상당하다[1]
- 노래방에 들어가 노래방 손님과 종업원 등 앞에서 바지를 벗어 불쾌감을 주는 것[2]
- 아파트 앞 독서실 입구에서 16세 여자 등 불특정 다수의 사람들이 지켜보고 있는 가운데 바지 지퍼를 열고 음경을 꺼내 이를 흔드는 것[3]
- 중년 여성 택시 운전자가 운전하는 택시를 탄 승객이 택시의 양쪽 창문이 다 열려 있고 그 주변에 불특정 다수의 택시기사들이 있는 상황에서 위 택시의 뒷자리에 앉아 바지 밖으로 성기를 꺼내어 주무르는 자위행위하는 것[4]
- 도시 중심가에 남성이 바지 지퍼를 내리고 여성이 보는 앞에서 자위행위를 하는 경우 공연음란죄가 될 수 있다.[5]
- 요구르트 제품의 홍보를 위하여 전라의 여성 누드모델들이 일반 관람객과 기자 등 수십명이 있는 자리에서, 알몸에 밀가루를 바르고 무대에 나와 분무기로 요구르트를 몸에 뿌려 밀가루를 벗겨내는 방법으로 알몸을 완전히 드러낸 채 음부 및 유방 등이 노출된 상태에서 무대를 돌며 관람객들을 향하여 요구르트를 던진 경우[6]

- 피고인이 앞서가던 승용차가 진로를 비켜주지 않는다는 이유로 그 차를 추월하여 정차하게 한 다음 승용차를 손괴하고 탑승자를 때리는 등 행패를 부리다가 신고를 받고 출동한 경찰관이 이를 제지하려고 하자 시위조로 주위에 운전자 등 사람이 많이 있는 가운데 옷을 모두 벗어 알몸의 상태로 바닥에 드러눕거나 돌아다닌 경우[7]

### 음란행위 부정
- 피고인이 甲과 주차문제로 말다툼을 할 때 甲이 피고인에게 “술을 먹었으면 입으로 먹었지 똥구멍으로 먹었냐”라고 말한 것에 격분하여 甲이 운영하는 상점으로 찾아가 상점카운터를 지키고 있던 甲의 딸인 乙(여, 23세)을 보고 “주인 어디 갔느냐”고 소리를 지르다가 등을 돌려 엉덩이가 드러날 만큼 바지와 팬티를 내린 다음 엉덩이를 들이밀며 "똥구멍으로 어떻게 술을 먹느냐, 똥구멍에 술을 부어 보아라"라고 말한 경우[8]
- 피고인이 홀로 매장 직원이 지켜보는 가운데 여자용 드레스들을 둘러보다가 그 중 한 벌을 고른 후 한 손으로 드레스를 만지면서 다른 한 손으로는 옷 위로 자신의 가슴을 쓰다듬고 성기를 만지다가 직원에게 발각된 후 즉시행동을 중단하였고, 직원이 나가달라고 하자 순순히 응한 경우 성적 취향에 맞는 드레스를 고르기 위해 만져보던 중 우발적으로 자신의 몸을 쓰다듬게 된 것으로 보여 '음란한 행위'에 해당한다고 보기는 어렵고, 피고인에게 공연음란의 고의가 있었다고 할 수도 없다.[9]
- 조잡한 남성 성기 모형의 보형물을 검은색 스타킹으로 감싸 외부에 노출되지 않은 상태로 팬티스타킹, 망사 티팬티 및 가죽 핫팬츠를 입고 커피숍에 머무르며 성적 부위를 노출하거나 성적 행위를 묘사한 적은 없은 경우 음란행위가 아니다.[10]

### 실제사례
- 문화방송 음악캠프 성기 노출 사고: 2005년 7월 30일 MBC 생방송 음악캠프 무대에서 인디밴드 럭스의 공연 중 객원그룹 카우치의 남자멤버 2명이 무대에서 옷을 모두 탈의하여 신체를 노출한 사례가 있었다. 이후 MBC 생방송 음악캠프는 폐지되었다.
- 2014년 8월 12일 제주지방검찰정 검사장 김수창이 길거리에서 자위행위를 하다 여고생의 신고로 체포되었다.[11] 이후 검사직에서 물러났으며 기소유예 처분을 받아 논란이 있었으며, 물러난 뒤에는 변호사등록을 승인받아 변호사 개업하였다.
- 2016년 6월 중순 프로야구 kt 위즈의 선수 김상현이 전북 익산에서 2군경기를 하러 가던 중 자신의 차량에서 20대 여성을 보며 차량창문을 열고 자위행위를 하여 7월 12일 스포츠기사에 보도되었다. 이후 김상현은 팀에서 임의탈퇴 처리되었다.[12]

## 판례
- 형법 제245조 소정의 '음란한 행위'라 함은 일반 보통인의 성욕을 자극하여 성적 흥분을 유발하고 정상적인 성적 수치심을 해하여 성적 도의관념에 반하는 것을 가리킨다고 할 것이고, 위 죄는 주관적으로 성욕의 흥분 또는 만족 등의 성적인 목적이 있어야 성립하는 것은 아니지만 그 행위의 음란성에 대한 의미의 인식이 있으면 족하다.[13]
- 형법 제245조 소정의 '음란한 행위'라 함은 일반 보통인의 성욕을 자극하여 성적 흥분을 유발하고 정상적인 성적 수치심을 해하여 성적 도의관념에 반하는 행위를 가리키는 것이고, 그 행위가 반드시 성행위를 묘사하거나 성적인 의도를 표출할 것을 요하는 것은 아니다.[14]
- 남성 성기확대기구인 해면체비대기는 그 기구자체가 성욕을 자극, 흥분 혹은 만족시키게 하는 음란물건이라고 할 수 없다.[15]
- 연극공연행위의 음란성의 유무는 그 공연행위 자체로서 객관적으로 판단해야 할 것이고, 그 행위자의 주관적인 의사에 따라 좌우되는 것은 아니다.[16]
- ‘음란표현’도 헌법이 보장하고 있는 ‘언론·출판의 자유’의 보호범위 안에 있다.[17]
- 형법 제243조 중 ‘음란한 물건을 판매한 자’에 관한 부분 및 제244조 중 ‘판매할 목적으로 음란한 물건을 소지한 자’에 관한 부분(이하 ‘이 사건 법률조항’이라 한다)이 죄형법정주의의 명확성원칙에 위배되는지 않는다[18]

## 참고문헌
- 박강우. (2007). 공연음란죄에 관한 비판적 고찰. 안암법학,(25), 366-388.
- 최용준. (2020). 성폭력 범죄 중 공연음란(노출행위)죄에 대한 재범원인 및 병리적 영향 분석 [석사학위논문, 동아대학교].
- 김윤식. (2012). 공연음란 범죄 피해자의 실태조사. 한국심리학회지:법, 3(1), 47-62.
- 조국. "공연음란죄의 내포와 외연." 刑事判例硏究 10.- (2002): 272-284.

## 같이 보기
- 바바리맨
- 대한민국 형법 제245조 공연음란죄
- 대한민국 형법 제244조
- 대한민국 형법 제243조